# Affonso Évora
Affonso de Azevedo Évora, mais conhecido como Fon-Fon (Rio de Janeiro, 26 de agosto de 1918 – Petrópolis, 2 de agosto de 2008) foi um jogador brasileiro de basquetebol.
Participou da conquista da primeira medalha olímpica nesse esporte e a primeira em esportes coletivos do país, uma medalha de bronze, nas Olimpíadas de Londres, em 1948. Fez 9 pontos em 4 jogos. Além da conquista do bronze olímpico, Évora foi, também pela Seleção, vice-campeão sul-americano em 1947, fazendo 27 pontos em 4 jogos. Ele tem 36 pontos pela seleção brasileira em competições oficiais.
Évora foi dez vezes campeão estadual e três vezes campeão brasileiro pelo Flamengo, e durante a Segunda Guerra Mundial serviu ao Exército Brasileiro, onde observou da praia da Urca a aproximação de embarcações alemãs.
Em 10 de julho de 2007, foi um dos homenageados e participou da condução da tocha dos Jogos Pan-Americanos do Rio de Janeiro, em sua passagem pela cidade de Petrópolis. Morreu no ano seguinte, aos 88 anos de idade, de falência múltipla dos órgãos.